# Heiner Heseler

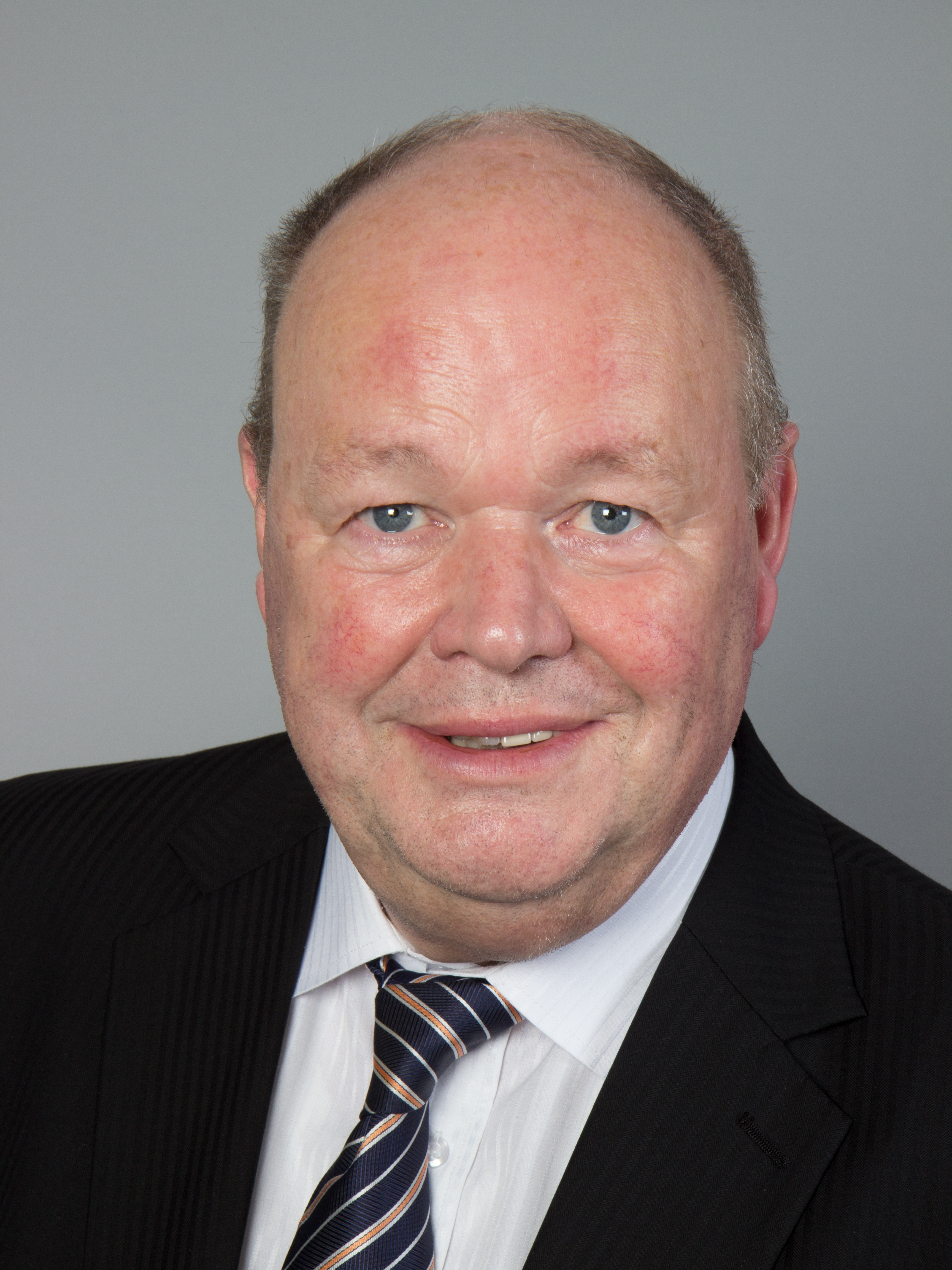
Heiner Heseler

Heiner Heseler (* 2. August 1948 in Essen) ist ein deutscher Volkswirt und war Bremer Staatsrat (SPD).

## Biografie
Heseler studierte nach seinem Abitur in den 1970er Jahren Volkswirtschaft an der Universität Frankfurt am Main und der Universität Bremen. Er promovierte zum Dr. rer. pol. in Bremen und war danach von 1979 bis 1984 wissenschaftlicher Mitarbeiter an der Universität Bremen.
Von 1984 bis 1991 war er Leiter der Forschungstransferstelle des Kooperationsbereichs der Universität mit der Arbeiterkammer (heute Institut Arbeit und Wirtschaft, IAW) und von 1991 bis 2001 deren geschäftsführender Leiter.
Von 2001 bis 2007 war der Sozialdemokrat stellvertretender Chef der Senatskanzlei der Freien Hansestadt Bremen und Abteilungsleiter der politischen Abteilung. Von 2002 bis 2007 nahm er nebenamtlich auch die Aufgaben eines Geschäftsführers der Bremer Investitionsgesellschaft (BIG) war.
2007 erfolgte seine Ernennung zum Staatsrat beim Senator für Wirtschaft und Häfen als Vertreter von Senator Ralf Nagel, (SPD) und seit 2010 von Senator Martin Günthner, SPD. Nach der Bürgerschaftswahl 2015 schied Heseler aus Altersgründen aus seinem Amt aus. 2016 wurde er Geschäftsführer der Initiative Stadtbremischer Häfen (ISH) als Nachfolger von Werner Maywald.
Heseler ist verheiratet und hat einen Sohn.